# Dhiffushi (Alif Dhaal)
Pour les articles homonymes, voir Dhiffushi.
Dhiffushi est une petite île inhabitée des Maldives. C'est une des nombreuses îles-hôtel des Maldives, dont elle accueille depuis 1991 le Holiday Island Resort.

## Géographie
Dhiffushi est située dans le centre des Maldives, au Sud de l'atoll Ari, dans la subdivision de Alif Dhaal. 